# Вольнянка (Ореховский район)
Вольня́нка (укр. Вільнянка) — село,
Вольнянский сельский совет,
Ореховский район,
Запорожская область,
Украина.
Код КОАТУУ — 2323981001. Население по переписи 2001 года составляло 232 человека.
Является административным центром Вольнянского сельского совета, в который, кроме того, входят сёла
Василевское и
Общее.

## Географическое положение
Село Вольнянка находится на расстоянии в 1 км от села Общее и в 2-х км от села Василевское.
По селу протекает пересыхающий ручей с запрудой.

## История
- 1920 год — дата основания.